# 默子如定
默子如定（1597年—1657年），江西省南康府建昌縣人，明末清初時東渡日本的中国僧人。

## 生平
在揚州的興福禪院出家。1632年來到日本，進入長崎的興福寺修行。持參明代版的大藏經。他是真円圓寂後的第2代住持。另有一説，1635年，真円隱退後，繼任住持之職。
1634年，指導建設長崎的眼鏡橋。同樣，也擅長象嵌技術等，導入來自中國的先進技術。還有，他也是書法家。之後，盡力完成興福寺的諸堂。
1645年把法席讓位給逸然性融，在東盧庵隱退。1657年12月，在自坊圓寂，享年61歲。

## 關聯項目
- 日本篆刻史
- 日本篆刻家一覧
- 篆刻